# Troödosgebergte
Het Troödosgebergte (Grieks: Τρόοδος, Turks: Troodos Dağları) is een gebergte op het eiland Cyprus. De hoogste top hiervan is de Olympus, niet te verwarren met de gelijknamige berg in Griekenland. Dit hoogste punt is 1952 meter hoog. Het gebergte beslaat een groot deel van het westen en het midden van het eiland. Ten noorden van het Troödosgebergte ligt de vlakte Mesaoria.
Naar het gebergte worden vaak toeristische excursies gemaakt per bus. Een bezoek aan het beroemde Kykkosklooster is hier veelal bij inbegrepen. Ook wordt er veel in het gebergte gewandeld. Tijdens warme dagen kan men verkoeling vinden in dit gebergte. Het gebergte is bosrijk, met een grote diversiteit aan vegetatie.
In het Troödosgebergte ontspringt ook de Pedieos, de langste rivier van Cyprus.

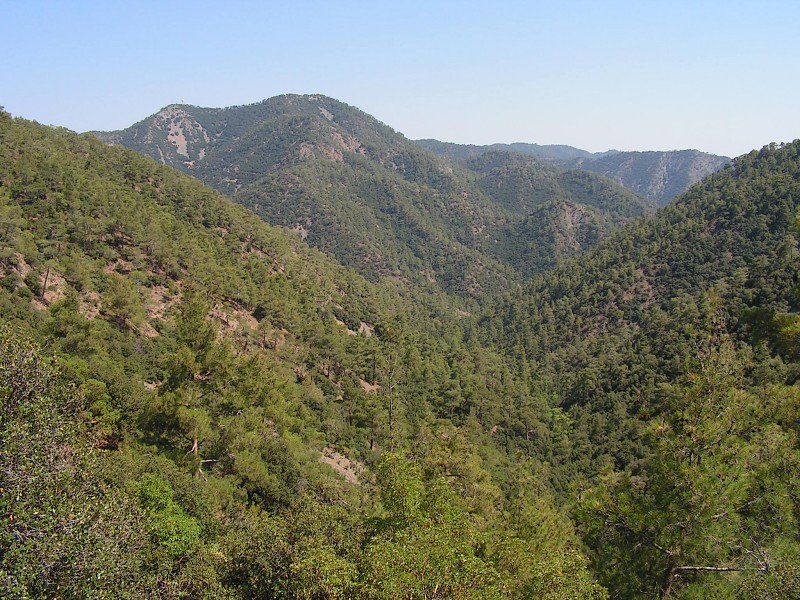
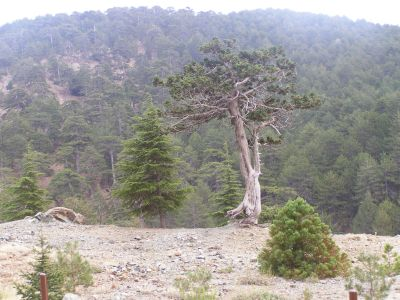
Libanonceder op de Troödos
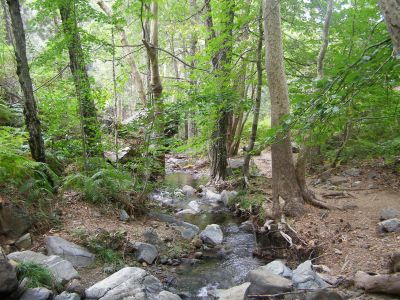
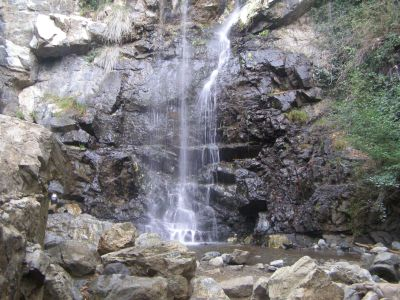

## Geologie
Het Troödosgebergte bestaat uit een geologisch bijzonder fenomeen: een complete ofiolietopeenvolging. Het zeldzame proces van obductie zorgde ervoor dat zware oceanische korst over lichtere continentale korst wordt geschoven, in tegenstelling tot subductie waar zware korst onder lichtere wordt geschoven. De Troodosofioliet bevat metamorfe gesteenten van mantel oorsprong, zoals harzburgieten, wehrlieten en dunieten, gabbro's en dike-complexen tot aan kussenlava's en radiolarieten en umbers. Het voorkomen van mineralen in metamorfe gesteenten van het Troödosgebergte hebben mijnbouw in het gebied aantrekkelijk gemaakt. Op dit moment is nog slechts één mijn in productie, de aan de rand van het gebergte gelegen Skouriotissa-mijn.

## Byzantijnse kerken
Er bevinden zich negen byzantijnse kerken in het gebergte:
- Stavros tou Ayiasmati
- Panayia tou Araka
- Timiou Stavrou te Pelendri
- Ayios Nikolaos tis Stegis
- Panayia Podithou
- Assinou
- Ayios loannis Lampadistis
- Panayia tou Moutoula
- Aartsengel Michaëlkerk te Pedhoulas

## Dorpen
In het Troödosgebergte liggen diverse dorpen, waaronder de volgende:
- Louvaras
- Palaichori
- Kourdhali
- Pelendri
- Galata
- Kalaopanayiotis
- Moutoullas
- Pedhoulas
- Omodos
- Phini
- Kilani
- Agros
- Kakopetria
- Prodromos

- Nationale Bibliotheek van Tsjechië: xx0090649
- Virtual International Authority File: 315152294